# Textilmuseum der Brennet
Das im Jahr 2001 eröffnete Textilmuseum der Brennet liegt im Zentrum von Wehr auf dem Gelände der Weberei der Brennet AG.
Das Museum hat eine Ausstellungsfläche von rund 700 Quadratmetern.
Mit Puppen originalgetreu rekonstruierte Arbeitsplätze, Webstühle, Web- und Nähmaschinen, Labor- und andere Geräte, Modelle, Kantinen- und Büroszenen, Musterbücher, Druckmodelle, Plakate aus den 1920er Jahren, Textilien und andere Exponate sollen ein Bild der südbadischen Textilindustrie vermitteln.
Ein Schwerpunkt ist die Darstellung der Betriebskultur mit sozialen Einrichtungen, Festen, Ehrungen, Betriebssport und Ausflügen.

## Geschichte
Das Areal ist für die Geschichte der Industrialisierung Südbadens von Bedeutung. Hier befand sich seit dem Mittelalter ein Eisenhammer bzw. Hammerwerk, in dem seit dem 18. Jahrhundert industriell produziert wurde. 1863 wurde das
Hammerwerk geschlossen, da es nicht mehr konkurrenzfähig war.
In seinem Gebäude wurde im Jahr der Schließung eine Weberei mit mechanischen Webmaschinen angesiedelt. Diese ging 1888 in den Besitz der Brennet AG, einer 1881 im Wehrer Stadtteil Öflingen gegründeten mechanischen Buntweberei, über.
Die Textilindustrie ersetzte damals die am Hochrhein traditionelle Eisenherstellung und trieb die Industrialisierung Südbadens voran.

## Museumsaufteilung
Aus der Zeit des Wehrer Hammerwerks stammt das um 1750 erbaute Herrenhaus des Hammerwerkdirektors, an das ein Arbeiterwohnhaus (das Laborantenhaus) angefügt war. Das Museum erstreckt sich über beide historischen Gebäude.

### Herrenhaus
Im Erdgeschoss des ehemaligen Herrenhauses des Hammerwerksdirektors werden Firmen der südbadischen Textilindustrie, wie die Lörracher KBC, sowie die liquidierten Firmen Teppichfabrik Wehra AG, Färberei Hummel und Hanf-Union Schopfheim präsentiert. Auch andere Gewerbebetriebe wie die Wehrer Papierfabrik Lenz oder die Druckerei Bader, die in enger Beziehung zur örtlichen Textilindustrie standen, finden sich im Museum thematisiert.
Eine Sonderpräsentation widmet sich dem zu Beginn der 1920er Jahre durch die Brennet AG erbauten Pumpspeicherkraftwerk Humbel und der Bedeutung der Energie bei der Herstellung von Textilien.

### Laborantenhaus
Im ehemaligen Laborantenhaus ist auf vier Stockwerken die Geschichte der Brennet AG seit dem 19. Jahrhundert im Zusammenhang mit der Entwicklung der südbadischen Textilindustrie dokumentiert.
Jeder der vier Generationen (Stand 2012) der Unternehmerfamilie Denk, in deren Besitz sich die Brennet AG sowie das Textilmuseum befinden, ist ein Stockwerk vorbehalten.

#### Erdgeschoss
Im Erdgeschoss ist die Ära der Gründerväter in der 2. Hälfte des 19. Jahrhunderts dargestellt.
Gezeigt wird die rasche Expansion der Mechanischen Buntweberei Brennet (heute Brennet AG).
Die Gründung erfolgte im Jahre 1881 im Öflinger Ortsteil Brennet. 1888 wurde die im ehemaligen Hammerwerk Wehr angesiedelte Weberei Baumgartner & Co übernommen. Durch eine weitere Übernahme im Jahre 1894, diesmal einer Spinnerei in Hausen im Wiesental, wurde eine vollstufige Textilproduktion möglich.

#### 1. Obergeschoss
Das 1. Obergeschoss beherbergt die zweite Unternehmergeneration „vor und zwischen den beiden Weltkriegen“ (1900–1945).
Im Mittelpunkt steht der Unternehmer Carl Denk, der durch den Bau eines firmeneigenen Pumpspeicherkraftwerks neue Wege beim Einsatz regenerativer Energie beschritt. Für sein Lebenswerk erhielt er den Titel eines badischen Kommerzienrates sowie die Ehrenbürgerschaft der Gemeinde Öflingen.
Ein ausgestellter Fotozyklus des Wegbereiters der modernen Industriefotografie, Paul Wolff, zeigt die Firma Brennet im Jahr 1941.

#### 2. Obergeschoss
Im 2. Obergeschoss ist die dritte Unternehmergeneration „von der Nachkriegszeit bis zur Krise der deutschen Textilindustrie“ (1945–1980er Jahre) präsentiert.
Gezeigt werden die in den 1960er Jahren einsetzenden Bestrebungen der mitteleuropäischen Textilindustrie. Es sollte durch Forschungs- und Marketingzusammenschlüsse der Konkurrenz aus den Niedriglohnländern begegnet werden.
Ein weiteres Thema in diesem Bereich des Museums sind die verschiedenen Freizeitaktivitäten und sozialen Initiativen von Firma und Belegschaft. Vor allem in den 1950er und 1960er Jahren prägten z. B. Fußballturniere, Betriebsausflüge, Firmenfeste und Fastnacht das Arbeitsleben.

#### Dachgeschoss
Die vierte Unternehmergeneration wird unter dem Motto „vom erfolgreichen Überleben im Zeitalter der Globalisierung“ im Dachgeschoss thematisiert.
Eine Fotodokumentation in Leuchtkästen zeigt den Stand der Textilproduktion um die Jahrtausendwende. Sie ist ein Gegenstück zur im 1. Obergeschoss ausgestellten Fotodokumentation von Paul Wolff aus dem Jahr 1941 und soll den Wandel zur vollautomatischen Produktion aufzeigen.

### Bilder der Ausstellung

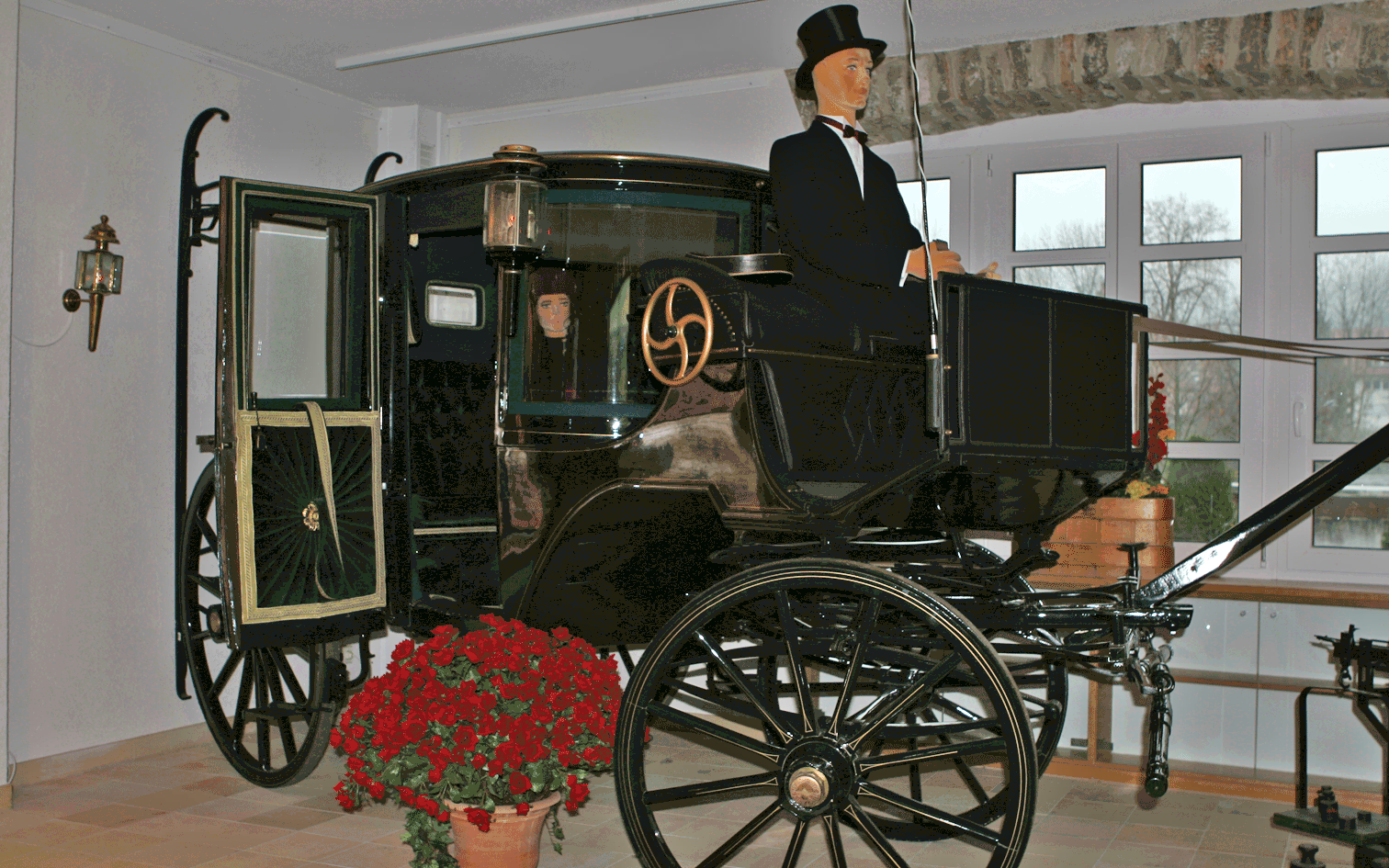
Kutsche aus dem 19. Jahrhundert im Herrenhaus
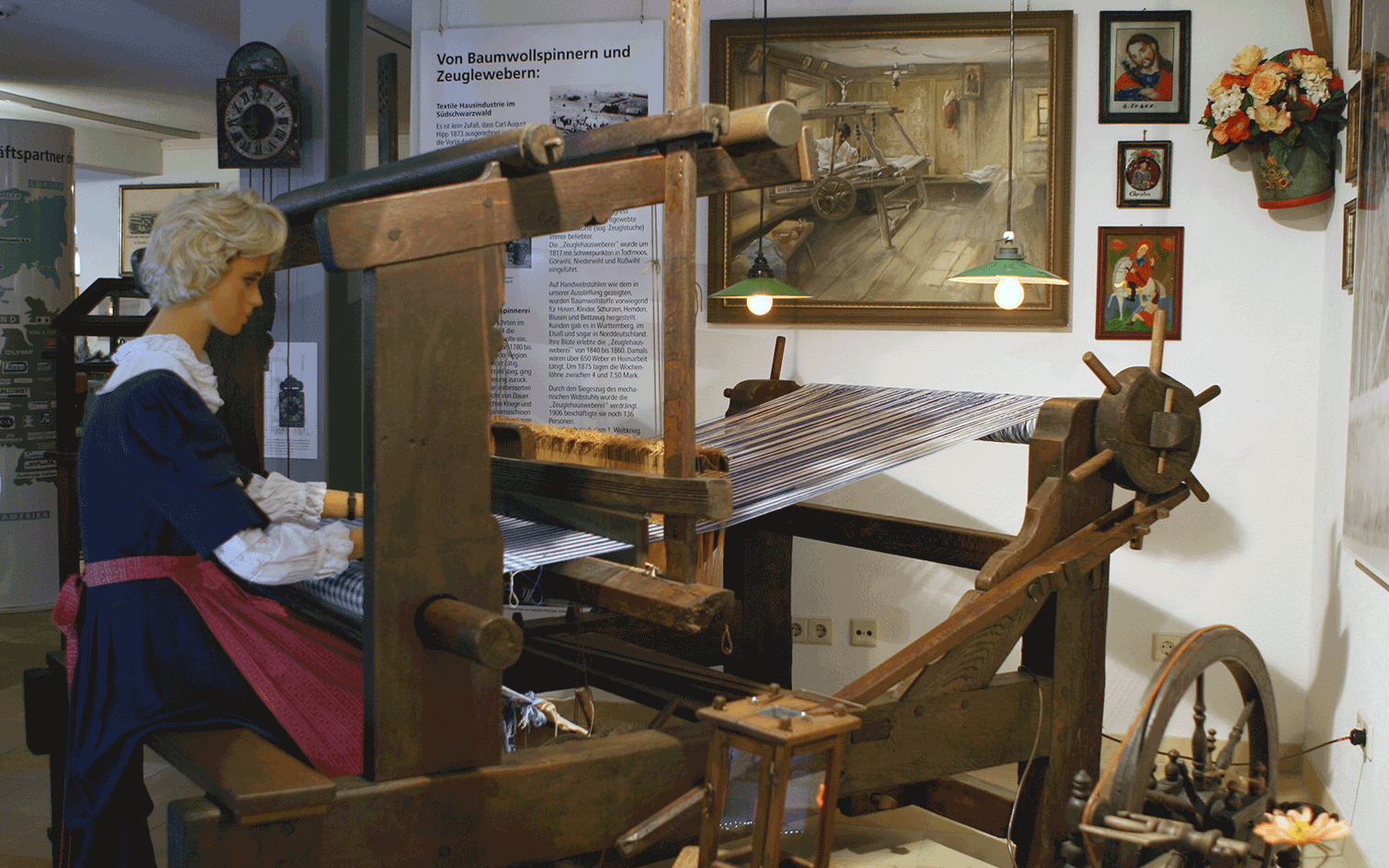
Handwebstuhl im Laborantenhaus
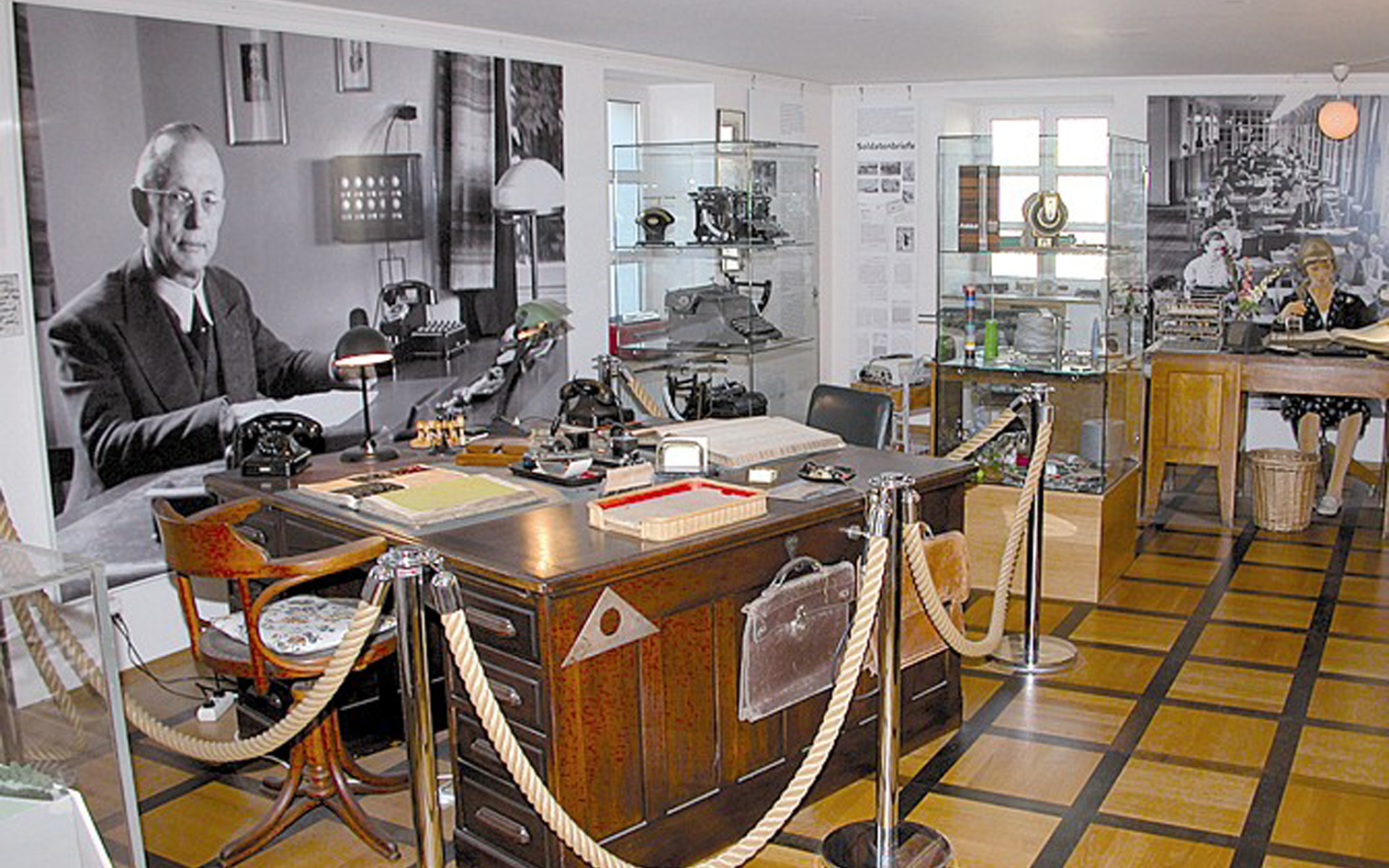
Büroszene im Laborantenhaus – Büro von Carl Denk
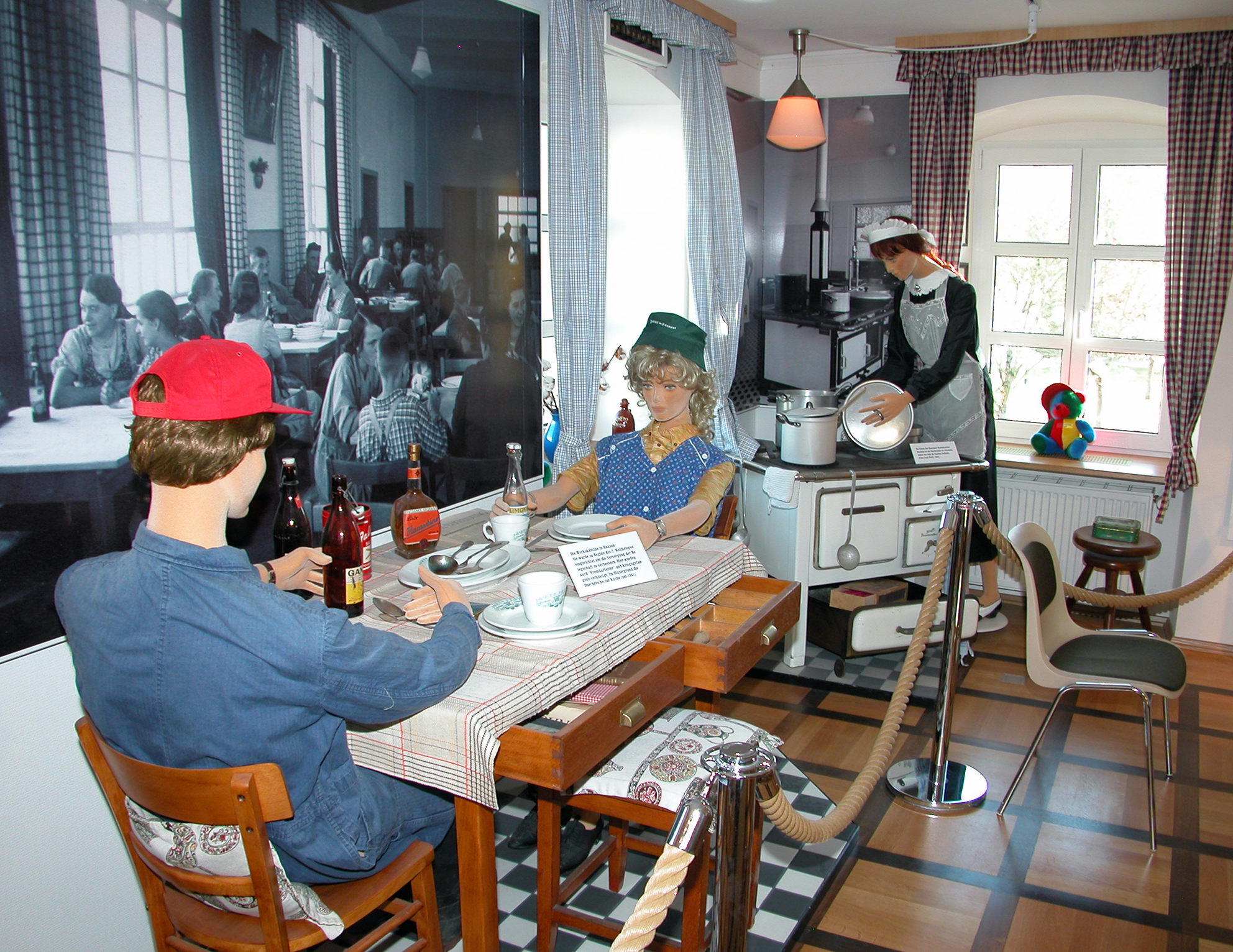
Nachgestellte Werkskantine im Laborantenhaus
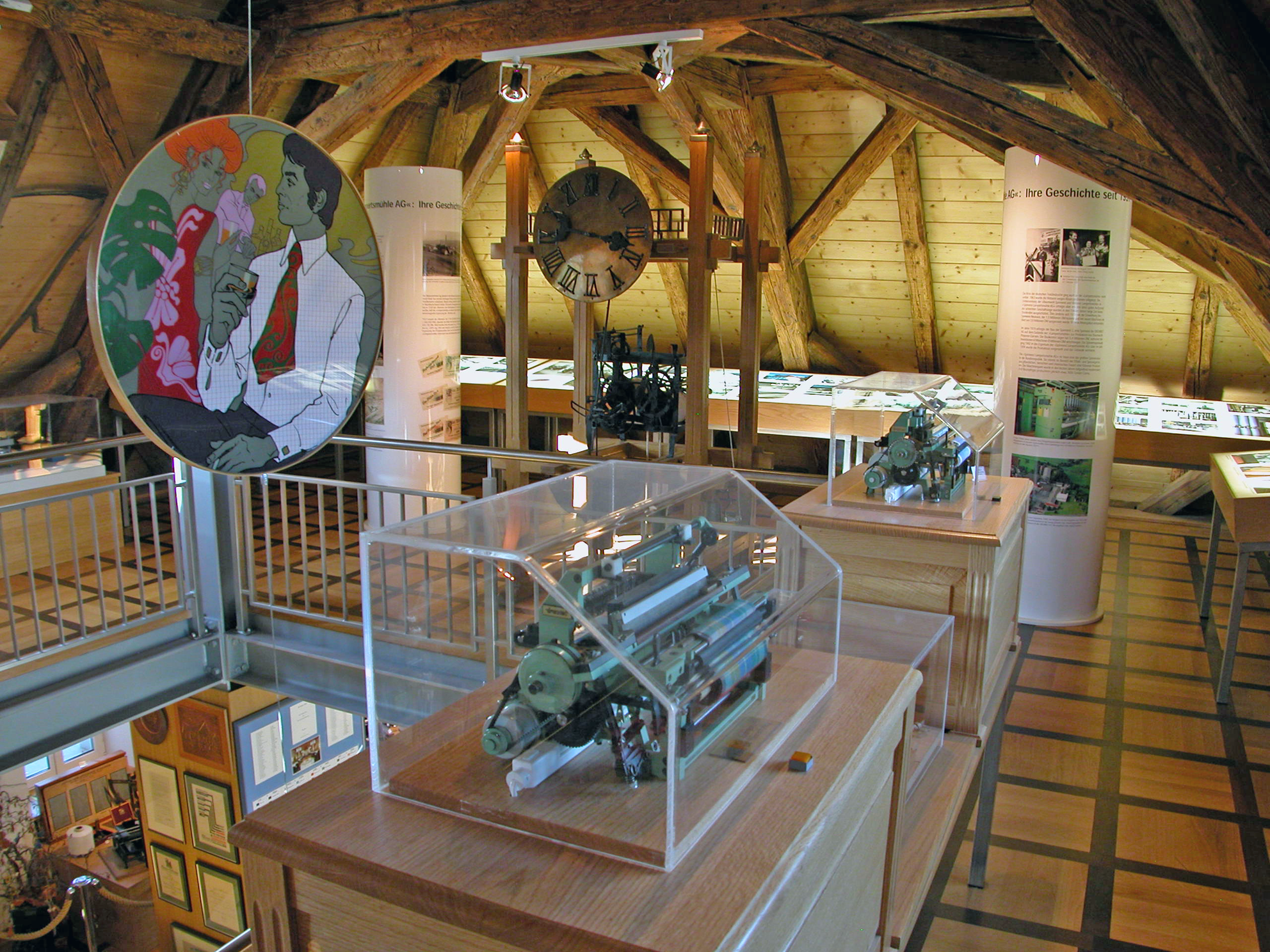
Dachgeschoss des Laborantenhauses mit Schaukästen und der alten Turmuhr des Herrenhauses